# Barajas
Barajas è uno dei distretti in cui è suddivisa la città di Madrid, in Spagna. Viene identificato col numero 21.

## La geografia fisica
Il distretto si trova a nord-est del centro della città a circa 18 chilometri dalla Puerta del Sol.

### Suddivisione
Il distretto è suddiviso amministrativamente in 5 "Barrios" (tradotti in italiano: "Quartieri"):
- Aeropuerto (identificato col numero 21.2);
- Alameda de Osuna (detto anche Parque de El Capricho e identificato col numero 21.1);
- Casco Histórico de Barajas (identificato col numero 21.3);
- Corralejos (identificato col numero 21.5);
- Timón (identificato col numero 21.4).[1]

## Storia

### Fondazione
Questo distretto ebbe origine dalla Villa de Barajas che formò e fece parte del comune di Barajas a Madrid, fino a diventare parte integrante del comune di Madrid nell'anno 1949.
All'epoca venivano originati altri distretti e quartieri: Hortaleza, Canillas, Canillejas, Vallecas, Vicálvaro, Carabanchel Alto, Carabanchel Bajo, Aravaca, El Pardo e Fuencarral.
L'allora municipio di Barajas si estese nel quartiere conosciuto oggi come il "Casco histórico de Barajas" (tradotto in italiano: "Centro storico di Barajas"), ad est dell'attuale Avenida de Logroño (la strada che va da Madrid a Paracuellos del Jarama).

### Sviluppo
L'aeroporto di Madrid fu costruito nel 1929 in quello che allora era il comune di Barajas.
Ciò ha dato origine al fatto che con il passare degli anni Barajas è passato dall'avere un carattere agricolo e zootecnico ad essere un importante centro di comunicazione, comprese le rispettive aree residenziali (prima il quartiere Alameda de Osuna e più recentemente Corralejos e Timón) ed anche di essere la posizione di società collegate al trasporto aereo.
Dopo la costruzione del Madrid-Barajas nell'allora territorio municipale di Barajas e dopo essere aumentata l'attività nella zona, Barajas cominciò a crescere, unendosi con il tempo alla zona aeroportuale ed al quartiere di Alameda de Osuna, che già apparteneva a Madrid dal diciannovesimo secolo.
La presenza del complesso aeroportuale così vicino al nucleo abitativo è al tempo stesso un motivo di crescita del distretto ed un motivo per i reclami del comune limitrofo Paracuellos sul rumore generato dal traffico aereo.
Dal momento in cui rimase unito il territorio municipale di Barajas alla città di Madrid, risultò definito anche il distretto dopo l'ultima ordinazione.
Fu definito come la "terra tra i confini", confinando precisamente con i comuni di Alcobendas, Paracuellos del Jarama, San Fernando de Henares, l'autostrada Nord-Est, l'autostrada M-40 e l'autostrada M-11.
Il confine tra Barajas e Hortaleza a nord dell'M-11 ed il limite con Alcobendas è ancora diffuso e non perfettamente delineato, in quanto non coincide con strade urbanizzate.
Anni dopo l'adesione di Barajas a Madrid come un distretto in più, cominciò a crescere ad ovest del centro storico e dell'Alameda de Osuna.
Comparvero quartieri come Timon (a ovest della città vecchia) e Corralejos (ad ovest di Alameda de Osuna), nel secondo si evidenzia la creazione dell'area commerciale del "Campo de las Naciones" (tradotta in italiano: "Campo delle Nazioni") e del Parco feriale Juan Carlos I.
Oltre al PAU di Barajas, che ha unito completamente il centro storico al quartiere Timón ed ha unito quest'ultimo a Corralejos separato solo dalla M-11, fu costruito anche il PAU di Valdebebas, che si trova a nord del quartiere di Timón e ad ovest del Terminal numero 4 dell'aeroporto di Madrid-Barajas.

### Centri sanitari
Il distretto ospita l'ospedale Isabel Zendal, specializzato in attività d'emergenza ed attivato in concomitanza con pandemia Covid-19. A partire da gennaio 2021, è stato il principale destinatario di persone con COVID-19.

### Centri sportivi
All'interno del quartiere Timón ci sono strutture sportive di base gestite dal comune di Madrid, che hanno campi da calcio, basket, pallavolo e pattinaggio, situati sulla strada Playa de Bolnuevo.
Una seconda struttura più piccola ha campi da calcio, basket e pattinaggio, situati nella piazza Nuestra Señora de Loreto.

## L'istruzione infantile, primaria e secondaria
Nel distretto ci sono 10 scuole dell'infanzia (due pubbliche ed otto private), quattro collegi pubblici di istruzione infantile e primaria ed un istituto di istruzione secondaria.
Tra questi:
- Colegio Calderón de la Barca (Collegio Calderón de la Barca) di istruzione infantile e primaria;
- Colegio Gaudem (Collegio Gaudem) di istruzione primaria;
- Colegio Margaret Thatcher (Collegio Margaret Thatcher) di istruzione infantile e primaria;
- IES Alameda de Osuna di istruzione secondaria costruito negli anni sessanta.

## I monumenti e luoghi d'interesse
Questo è un elenco dinamico e potrebbe non essere mai in grado di soddisfare particolari standard di completezza. Puoi aiutarci espandendolo con le fonti affidabili.

### Biblioteca Gloria Fuertes
La biblioteca pubblica municipale Gloria Fuertes fu inaugurata nell'ottobre 2001, alla presenza dell'allora sindaco, José María Álvarez del Manzano. L'edificio è un progetto dell'architetto Carmen Blanco Hernández per ospitare un centro culturale e l'unica biblioteca che attualmente serve gli abitanti del distretto.
Dalle grandi finestre che corrono lungo il primo e il secondo piano, dove si trova la biblioteca, si possono vedere i resti del ricostruito castello Zapata, l'unico conservato nel comune di Madrid, e un esteso oliveto che confina con il parco Juan Carlos I.

### Bosco urbano
Querce, gelsi, olmi, castagni e alberi da frutto fanno parte del bosco urbano di Barajas, nel quartiere Timón. Uno spazio di convivenza aperto alla partecipazione di tutti gli amanti della natura. Luis Calzada iniziò a piantare alberi nel 2010, nell'area del circuito pedonale dell'Ensanche de Barajas, sul cosiddetto "Miglio Verde", tra le vie Mistral e Valhondo; da allora ha piantato più di 500 alberi, di cui ne sono sopravvissuti circa 300. Un altro abitante di Barajas ne ha anche piantati molti, soprattutto ulivi e fichi; altri ancora invece hanno piantato alberi di pino in memoria dei loro parenti defunti. All'interno del bosco urbano c'è un parco ciclabile.

### Busto di Don Juan de Borbón
L'opera, realizzata dallo scultore e architetto madrileno Víctor Ochoa, fu creata nel 1994 attraverso una sottoscrizione popolare promossa dal giornale ABC per rendere omaggio a don Giovanni di Borbone-Spagna, conte di Barcellona e padre del re Juan Carlos I, morto il 1º aprile 1993. Pertanto, fu questo monarca che inaugurò il monumento il 27 giugno 1994.
Si trova accanto all'entrata principale del Parco Juan Carlos I, nella rotonda presieduta dalla fontana cibernetica, ma non corrisponde all'opera commissionata per il simposio internazionale di sculture all'aperto organizzato dal comune di Madrid nel 1991 per la decorazione del sito. Attualmente, è uno dei pezzi (in particolare il nº 1) che compongono il cosiddetto "Sentiero delle sculture", un percorso artistico-didattico attraverso tutto il parco dove il visitatore può percepire i legami tra arte e natura, attraverso una serie di creazioni di diversi scultori che esibiscono una grande varietà di proposte estetiche.

### Castello dell'Alameda
È classificato come singolare dal PGOUM (Progetto urbanistico generale per Madrid). È uno dei pochi resti di architettura militare del quindicesimo secolo e uno dei pochi castelli che sono sopravvissuti al passare del tempo che si è ripresentato dopo un accurato processo di restauro e trasformazione in un museo.
Il luogo dove sorge è uno spazio che rappresenta tutte le tappe della storia di questo territorio, situato tra Madrid e la valle del Jarama. Al di sotto di essa e dei suoi dintorni si trovano resti di antichi insediamenti che vanno dall'età del bronzo all'età romana. Attualmente è incorporato nel sistema dei musei, dove in estate si svolgono attività e laboratori per gli scolari.

### Chiesa San Pedro Apóstol
È uno degli edifici che fanno parte del maniero di Barajas in epoca medievale, insieme ad altre vestigia come il castello di Zapata o il monastero che Pedro Zapata fondò a Rejas nel 1479 e i cui resti erano ancora visibili sulle mappe dell'esercito dalla metà del secolo scorso.
Da una piazzetta, di spiccato carattere rinascimentale importato dall'Italia, costituisce un chiaro esempio della dicotomia tra le antiche usanze rurali radicate nel Medioevo, e la modernità avvenuta in Castiglia a partire dalla fine del XVI secolo.

### Eremo Nuestra Señora de la Soledad

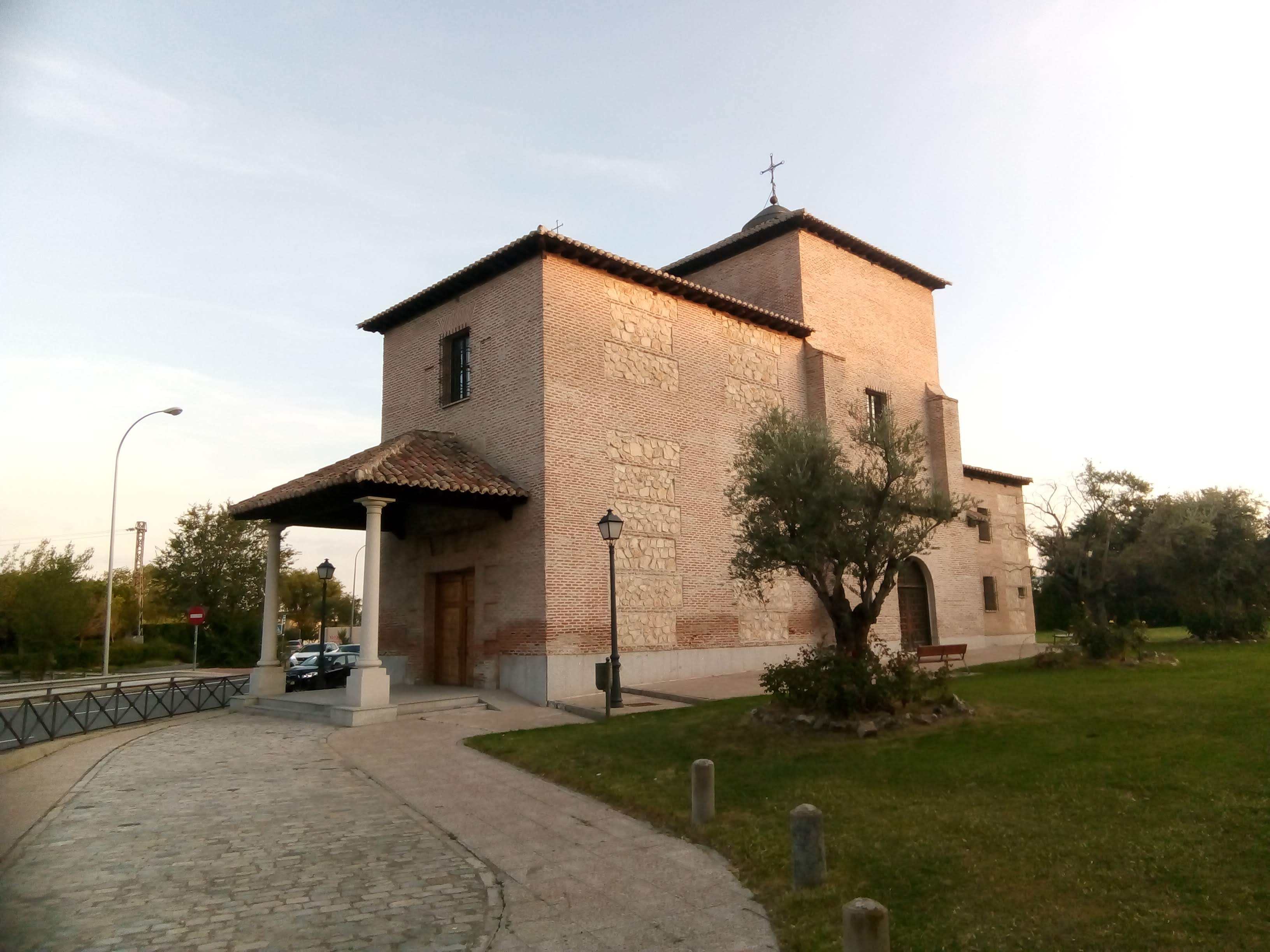
Nuestra Señora de la Soledad

### Giardini Mari Luz Nájera
Mari Luz Nájera, residente nel quartiere di Alameda de Osuna e studentessa di scienze politiche e sociologia all'Università Complutense, morì il 24 gennaio 1977, dopo essere stata colpita alla testa da un fumogeno lanciato dalla polizia antisommossa mentre partecipava a una manifestazione per protestare contro la morte di Arturo Ruiz.
In occasione del 30º anniversario della sua morte, la sessione plenaria del consiglio comunale di Madrid decise all'unanimità nel giugno 2007 di intitolarle un'area verde situata tra l'Avenida de Cantabria, le vie Bergantín e Galeón e la Plaza de la Goleta, proprio nel quartiere. Ha una superficie di 6.600 metri quadrati e un perimetro di 450 metri.
Nel 2009 il comune di Madrid realizzò la riabilitazione di questo spazio verde. La vicesindaca e delegata per l'ambiente di allora, Ana Botella, accompagnata dalla madre di Maria Luz e da vari parenti, inaugurò dunque la nuova immagine di questi giardini dove, accanto alla fontana ornamentale, è stato posto un monolite di pietra con la scritta "Jardines de Mari Luz Nájera Julián" (Giardini di Mari Luz Nájera Julián).

### Mercato di Barajas
È il mercato settimanale localizzato nel quartiere Aeropuerto dove si vende abbigliamento (calzature, borse e cinture), attrezzature e biancheria per la casa, bigiotteria, decorazioni (fiori e piante), libri, parafarmacia, ventagli, ferramenta ed alimentazione (frutta e verdura, olive).

### Orto ecologico urbano
È un orto urbano comunitario, situato ad Alameda de Osuna vicino al Parco del Capricho, coinvolto nella diffusione dell'ecologia e della vita sana, sia nel quartiere che nelle scuole, residenze, biblioteche, centri per anziani ed è tavolo ambientale del distretto di Barajas; si sviluppano laboratori interni ed esterni, aiutando a creare orti sociali e familiari.

### Palazzo Municipal de Congresos
Fu inaugurato nel 1993 e si trova vicino alle strutture fieristiche di IFEMA (Feria de Madrid). È stato progettato da Ricardo Bofill Levi. Il suo design moderno, tipico delle opere di questo architetto, e una superficie utile di più di 30.000 m² distribuiti nei suoi 14 piani (7 dei quali sotterranei), lo rendono altamente versatile, con la tecnologia e i servizi necessari per assorbire tutte le richieste del mercato, soprattutto l'organizzazione di congressi, fiere e grandi riunioni di ogni tipo.
L'edificio ha un parcheggio pubblico, ampi spazi espositivi, due auditorium con capacità di 913 e 1.814 persone rispettivamente, una sala polivalente di 2.200 m² e trenta stanze di diversa capacità.

### Pantheon di Fernán Nuñez
La storia della sua costruzione sembra essere collegata alla morte di Isabel Falcó y Osorio, figlia di María del Pilar Osorio Gutiérrez de los Ríos, terza duchessa di Fernán Núñez, e di suo marito, Manuel Pascual Luís Falcó y d'Adda, marchese di Almonacid de los Oteros e il duca consorte di Fernán Núñez. Isabel Falcó era morta a Malaga l'8 maggio 1875 all'età di diciassette anni e vi fu sepolta nel suo cimitero, nel mausoleo della famiglia di Enrique Crooke ed Emilia Larios, figlia del primo marchese di Larios. Da allora, la duchessa di Fernán Núñez iniziò a sviluppare l'idea di erigere un mausoleo a Madrid per ospitare i resti di sua figlia, per il quale commissionò il progetto architettonico Francisco de Cubas y González, marchese di Cubas, materializzato nel 1879.
Dopo la sua costruzione, il 27 aprile 1884 il cadavere di Isabel Falcó fu depositato nel secondo mausoleo dell'epistola, realizzato in marmo bianco, adornato da una corona scolpita di fiori e nastri, disposto sul coperchio del sarcofago. Con il passare del tempo, che di solito risolve tutto, i suoi genitori l'hanno accompagnata per sempre nel pantheon disegnato dal marchese di Cubas. Prima fu suo padre, il già citato Manuel Falcó, che morì nella sua villa a La Flamenca, Aranjuez, il 24 maggio 1892, e poi sua madre, María del Pilar Osorio, morta a Namur, in Belgio, il 1 Settembre 1921. In seguito vi furono sepolti anche altri membri della famiglia.
L'edificio, di piccole dimensioni, è una costruzione in stile neogotico, costruito in mattoni e pietra di Novelda, progettato per tutto l'anno 1879 e costituito come una piccola cappella a navata unica e tetto a due spioventi, distribuito nel suo interno in tre sezioni di semplice volta a crociera. Sotto la navata si trova la cripta, anch'essa suddivisa in tre piccoli tratti di volta ribassata, alla quale si accede da una scala disposta in un piccolo padiglione posto nella parte anteriore dell'altare maggiore, che funge anche da piccola sacrestia. Gli unici elementi decorativi all'esterno sono i contrafforti, la piccola croce situata all'estremità del timpano della sua facciata principale e lo stemma monumentale della casa ducale di Fernán Núñez sopra la porta d'ingresso. Dalla sobrietà degli interni spiccano i quattro grandi mausolei, due per lato della navata, ciascuno disposto sotto le cavità degli archi a sesto acuto della volta, per effetto dello scalpello dello scultore Elías Martín Riesco, notevole architetto di cui sappiamo che fece altre opere commissionate dai Duchi. Il complesso è circondato da un semplice muro di mattoni e pietra.

### Parrocchia di Santa Catalina de Alejandría
Le cronache, che non sono molto abbondanti, ci dicono che nel villaggio di La Alameda nel XVI secolo vivevano un centinaio di famiglie che assistevano ai servizi del castello di Osuna. Dal 1579 risalgono le prime notizie di un tempio che subì un incendio nel 1782 e che lo distrusse parzialmente. L'anno seguente avvenne un cambiamento nella fisionomia e nella geografia della zona: Francisco María de Coppola Garcés Carrillo de Mendoza, XVII conte di Priego vendette una serie di case situate a poca distanza dal castello a Pedro de Alcántara Téllez Girón y Pacheco, IX duca di Osuna e marito di María Josefa Alonso y Pimentel, si originò la storia del famoso Capricho e nacque la Alameda de Osuna. Si parla anche della presenza di un eremita, il beato Arsenio, di cui non c'è molto di verificabile.
Anni dopo, durante la guerra civile spagnola, la parrocchia fu utilizzata come magazzino a causa della sua vicinanza alla Posizione Jaca, cioè al quartier generale dell'esercito popolare repubblicano, meglio conosciuto come il "Bunker del Generale Miaja". I danni non erano pochi. Negli anni 60 e 80, il lavoro di due sacerdoti, Don Lorenzo e Don José, rese possibile la rinascita della chiesa. Fu poi rimodellata con un progetto di Jaime Luque e la riforma terminò nel novembre 1996.
Oggi la parrocchia, un tempo filiale della chiesa di San Pedro, ha una semplice facciata rinascimentale. È ben curata e possiamo contemplare un imponente crocifisso che sembra essere stato portato dall'America.

### Piazza Mayor
Portava il nome dei fratelli Falcó e Álvarez de Toledo, una denominazione messa in discussione secondo la legge spagnola sulla memoria storica, motivo per cui si propose di chiamarla Plaza Mayor de Barajas. La sua pianta è rettangolare. La generosa estensione colonnata delle sue ali è segnata, in tre di esse, da un casale a due piani sovrastato da tetti spioventi con tegole arabe. Uno spazio centrale alberato, con quattro enormi cedri che circondano una fontana con un punto di riferimento scultoreo in bronzo, conferisce a questa piazza in stile rinascimentale una parvenza irripetibile nella regione di Madrid. Gli esperti la paragonano alle piazze principali contemporanee di Pedraza a Segovia, e Briviesca a Burgos.

### Recinto Ferial di IFEMA
Il Recinto Ferial di IFEMA o Recinto Ferial Juan Carlos I è una struttura fieristica permanente. È di proprietà della Institución Ferial de Madrid (IFEMA) e si trova nel quartiere di Corralejos. Ha 200.000 m² coperti per esposizioni distribuiti in dodici padiglioni, un centro congressi di più di 10.000 m², così come spazi e attrezzature necessarie per lo sviluppo ottimale delle attività che vi si svolgono, come area di riunioni, auditorium per 600 partecipanti, numerosi ristoranti e 14.000 posti auto.
Dall'anno 2020 l'IFEMA ha accolto più di 100 persone, includendo i senzatetto e le asintomatiche del COVID-19, come misura per fermarne la diffusione; è stata un'iniziativa del comune di Madrid, con l'appoggio degli assistenti sociali del SAMUR.

#### IFEMA
IFEMA MADRID è un consorzio che organizza fiere, spettacoli e congressi nel suo quartiere fieristico e nel Palazzo Municipale. I suoi eventi riuniscono aziende spagnole e straniere per generare relazioni commerciali, moltiplicare i loro contatti e presentare tutti gli ultimi sviluppi.
Ogni anno tiene più di 123 fiere, occupando quasi 1,5 milioni di metri quadrati netti di spazio espositivo, con la partecipazione di più di 33.200 aziende e più di 4 milioni di visitatori, il 26% dei quali internazionali.
Attualmente è il principale organizzatore di fiere in Spagna e uno dei più importanti in Europa.

## I trasporti pubblici

### Metropolitana di Madrid
Linea numero 5 (colore verde). Ha due stazioni dentro al distretto dall'anno 2006:
- El Capricho che serve la zona sud del quartiere di Alameda de Osuna (Parco de la Luz);
- Alameda de Osuna che serve la parte settentrionale di questo quartiere.

Linea numero 8 (colore rosa). Ha quattro stazioni dentro al distretto, tre datate dal 1998 e una dal 2007:
- Feria de Madrid (la stazione prima si chiamava "Campo de las Naciones" e poi ha cambiato nome) che serve il quartiere di Corralejos;
- Aeropuerto T1-T2-T3 che serve i terminals numero 1, 2 e 3 dell'aeroporto di Madrid-Barajas;
- Barajas che serve il Casco Histórico e il quartiere di Timón;
- Aeropuerto T4 che serve il terminal numero 4 dell'aeroporto di Madrid-Barajas.

### Cercanías
Linea C-1 (Cercanías Madrid)
- Stazione di Aeropuerto T4;
- Stazione di Valdebebas.

### Autobus
Le seguenti linee della rete dell'impresa municipale di trasporti di Madrid e autobus interurbani di Madrid offrono servizio a quartieri di questo distretto (vi transita inoltre la linea di autobus notturno numero N4):
| linea       | percorsi serviti a Barajas direzione andata | percorsi serviti a Barajas direzione ritorno |
| ----------- | --- | --- |
| 101         | Área intermodal de Canillejas (il bus parte dal distretto San Blas-Canillejas), Jardines de Aranjuez, Pº Alameda de Osuna, Carabela, Avda. de la Hispanidad, Aeropuerto de Madrid-Barajas, Ctra. de Circunvalación, Acuario e Pza. Mayor de Barajas (anticamente si chiamava Pza. Hermanos Falcó y Álvarez de Toledo) | Pza. Mayor de Barajas (anticamente si chiamava Pza. Hermanos Falcó y Álvarez de Toledo), Acuario, Ctra. de Circunvalación, Aeropuerto de Madrid-Barajas, Avda. de la Hispanidad, Avda. de América e Área intermodal de Canillejas (il bus arriva al distretto San Blas-Canillejas) |
| 104         | Ribera del Loira | Ribera del Loira |
| 105         | Av. Institución L. Enseñanza (il bus parte dal distretto Ciudad Lineal), Jardines de Aranjuez, Pº Alameda de Osuna, Los Brezos, Avda. de Logroño, Avda. General, Pza. Mayor de Barajas (anticamente si chiamava Pza. Hermanos Falcó y Álvarez de Toledo), Timón, Ciclón e Mistral                                     | Mistral, Huracán, Alcañiz, Algemesí, Pza. Mayor de Barajas (anticamente si chiamava Pza. Hermanos Falcó y Álvarez de Toledo), Avda. General, Avda. de Logroño, Manuel Aguilar Muñoz, Pº Alameda de Osuna e Av. Institución L. Enseñanza (il bus arriva al distretto Ciudad Lineal) |
| 112         | Avda. Consejo de Europa, Avda. Capital de España Madrid, Avda. Partenón, Vía de Dublín, Ariadna, Avda. de Logroño, Manuel Aguilar Muñoz, Avda. de Cantabria, Medina de Pomar e Trespaderne | Trespaderne, Cañada Real de Merinas, Avda. de Cantabria, Corbeta, Manuel Aguilar Muñoz, Pº Alameda de Osuna, Los Brezos, Avda. de Logroño, Vía de Dublín, Avda. Partenón, Avda. Capital de España Madrid e Avda. Consejo de Europa                                                 |
| 114         | Avda. de América, Obenque, Canoa, Batel, Avda. de Cantabria, Carabela, Galeón, Avda. de la Hispanidad, Avda. Central, Cañada Real de Merinas, Medina de Pomar e Trespaderne | Trespaderne, Cañada Real de Merinas, Avda. Central, Bergantín, Avda. de Cantabria, Batel, Obenque e Avda. de América |
| 115         | Avda. de América, Avda. de la Hispanidad, Avda. de Cantabria, Corbeta, Manuel Aguilar Muñoz, Pº Alameda de Osuna, Los Brezos, Avda. de Logroño, Avda. General, Pza. Mayor de Barajas (anticamente si chiamava Pza. Hermanos Falcó y Álvarez de Toledo) e Pza. Nuestra Señora de Loreto                                | Pza. Nuestra Señora de Loreto, Pza. Mayor de Barajas (anticamente si chiamava Pza. Hermanos Falcó y Álvarez de Toledo), Avda. General, Avda. de Logroño, Manuel Aguilar Muñoz, Avda. de Cantabria, Avda. de la Hispanidad e Avda. de América                                       |
| 122         | Avda. Consejo de Europa y Avda. Capital de España Madrid | Avda. Consejo de Europa y Avda. Capital de España Madrid |
| 151         | Jardines de Aranjuez, Pº Alameda de Osuna, Carabela, Corbeta, Manuel Aguilar Muñoz, Pº Alameda de Osuna, Los Brezos, Bahía de Almería, Bahía de Palma, Bahía de la Concha, Valhondo, Playa de Barlovento, Playa de Zarauz, Playa de América e Cº Viejo de Hortaleza                                                   | Cº Viejo de Hortaleza, Playa de América, Playa de Zarauz, Playa de Barlovento, Valhondo, Bahía de la Concha, Bahía de Pollensa, Bahía de Palma, Avda. de Logroño, Manuel Aguilar Muñoz, Avda. de Cantabria, Avda. de la Hispanidad e Avda. de América                              |
| 171         | Valdebebas. | |
| 200         | Aeropuerto de Madrid-Barajas | Aeropuerto de Madrid-Barajas |
| 211 212     | Avda. de Logroño y Ctra. M-111 | Avda. de Logroño y Ctra. M-111 |
| 214 256 263 | Pza. Pajarones y Ctra. M-111 | Pza. Pajarones y Ctra. M-111 |
| 822         | Aeropuerto de Madrid-Barajas (terminal 1) y Avda. Central | Aeropuerto de Madrid-Barajas (terminal 1) y Avda. Central |
| 824         | Aeropuerto de Madrid-Barajas (terminales 1 y 2) y Avda. Central | Aeropuerto de Madrid-Barajas (terminales 1 y 2) y Avda. Central |
| 827         | Avda. de Logroño y Aeropuerto de Madrid-Barajas (terminal 4) | Avda. de Logroño y Aeropuerto de Madrid-Barajas (terminal 4) |
| 828         | Avda. Consejo de Europa, Avda. Capital de España Madrid, Avda. Partenón, Vía de Dublín, Ariadna, Avda. de Logroño y Aeropuerto de Madrid-Barajas (terminal 4) | Avda. Consejo de Europa, Avda. Capital de España Madrid, Avda. Partenón, Vía de Dublín, Ariadna, Avda. de Logroño y Aeropuerto de Madrid-Barajas (terminal 4) |
| N4          | Paseo Recoletos (il bus parte dal distretto Centro), Medina de Pomar, Trespaderne, Cañada Real de Merinas, Bergantín, Avda. de Cantabria, Manuel Aguilar Muñoz, Avda. de Logroño, Avda. General e Pza. Mayor de Barajas (anticamente si chiamava Pza. Hermanos Falcó y Álvarez de Toledo)                             | Pza. Mayor de Barajas (anticamente si chiamava Pza. Hermanos Falcó y Álvarez de Toledo), Avda. General, Avda. de Logroño, Manuel Aguilar Muñoz, Avda. de Cantabria, Avda. de la Hispanidad, Avda. de América e Paseo Recoletos (il bus arriva al distretto Centro)                 |

Oltre a queste linee, servono marginalmente il quartiere quelle linee con fermate sulla A-2 vicino al quartiere dell'aeroporto o vicine all'Alameda de Osuna.

## Festività
Le festività in onore di Nuestra Señora de la Soledad si svolgono ogni anno dal 5 settembre e fino al 14 settembre; la festa vera e propria si celebra il primo fine settimana dopo il 12 settembre, che è il giorno della Vergine. Si sono esibiti artisti come Carlos Barroso (vincitore del festival di Benidorm), Melón Diesel, Ariel Rot e il DJ Tony Aguilar. Inoltre, nel mese di maggio si organizza una "pradera" per la festa del patrono.

## Altre confessioni religiose
- Centro di preghiera musulmano dentro l'aeroporto (promozionato dall'Ambasciata dell'Arabia Saudita e dal Centro Culturale Islamico);[30]
- Oratorio evangelico dentro l'aeroporto, promozionato dal Consiglio Evangelico (la chiesa protestante "El Salvador" si trova invece nel centro della città).[31]

## Barajas LGBT+ friendly
| Questa sezione è ancora vuota. Aiutaci a scriverla! |

## I vicini illustri
Ecco i personaggi spagnoli che hanno abitato nel distretto:
- Membri del ducato di Osuna;
- Enrique Gracia, scrittore e divulgatore culturale;
- Sofía Mazagatos, Miss Spagna (anno 1991);
- Alejandro Amenábar, regista cinematografico e vincitore di un oscar;
- Virginia Ruano, ex tennista e vincitrice di 10 Grand Slams oltre a due medaglie olimpiche;
- Rubén Pozo Prats (Rubén) y José Miguel Conejo Torres (Leiva), componenti di un gruppo musicale;
- Juan José Millás, scrittore;
- Julián Lago, giornalista;
- Coque Contreras, ex calciatore;
- Fabio McNamara, cantante;
- Marta Reyero, giornalista;
- Le Punk, gruppo musicale;
- Boa Mistura, collettivo di artisti urbani;
- Chechu Biriukov, giocatore di pallacanestro;
- Lolo Sáinz, giocatore di pallacanestro.

## La rappresentanza politica
Sono qui elencati solo i partiti con una percentuale superiore allo 0,1% dei voti.
| Partiti          | Voti  | Percentuale |
| ---------------- | ----- | ----------- |
| MÁS MADRID       | 7,411 | 28,32 %     |
| C'S              | 6,656 | 25,43 %     |
| PP               | 5,954 | 22,75 %     |
| PSOE             | 3,124 | 11,94 %     |
| VOX              | 2,256 | 8,62 %      |
| IU-MADRID EN PIE | 393   | 1,5 %       |
| PACMA            | 137   | 0,52 %      |
| UPYD             | 37    | 0,14 %      |